# Carlos Valderrama
Carlos Alberto Valderrama Palacio (Santa Marta, 2 september 1961) is een Colombiaans voetballer, bijgenaamd "El Pibe" (De Jongen) en "El Ángel Rubio" ("De Blonde Engel"). Carlos Valderrama wordt gezien als een van de beste Colombiaanse voetballers aller tijden. In de rest van de wereld is hij vooral bekend om zijn geblondeerde haardos, wat hem de bijnaam "De Witte Gullit" opleverde. In het jaar 1987 werd hij verkozen tot Zuid-Amerikaans voetballer van het jaar. Ook werd hij door Pelé vermeld in de opgestelde Lijst FIFA 100 beste spelers. Zijn één jaar oudere neef Alex Valderrama speelde eveneens voor de Colombiaanse nationale ploeg.

## Clubcarrière
Valderrama's carrière begon in 1981. Hij debuteerde voor de Colombiaanse club Unión Magdalena. Daarna speelde hij tot 1988 in Colombia bij achtereenvolgens Millonarios en Deportivo Cali. In 1988 maakte hij de overstap naar Frankrijk, waar hij met Montpellier de Franse beker veroverde.
In 1990 stapte Valderrama over naar het Spaanse Real Valladolid waar hij twee jaar speelde. In 1992 keerde hij terug naar Colombia om voor Independiente Medellín en Atlético Junior te gaan spelen. De laatste jaren van zijn carrière kwam hij uit in de MLS in de Verenigde Staten, waar hij speelde voor Tampa Bay en Miami Fusion. Zijn carrière sloot hij af bij Colorado Rapids in 2003.

## Interlandcarrière
Onder leiding van bondscoach Gabriel Ochoa Uribe maakte de middenvelder zijn debuut voor de nationale ploeg op 27 oktober 1985 in de WK-kwalificatiewedstrijd (play-offs) tegen Paraguay (3-0) in Asunción, net als Jorge Ambuila, Carlos Hoyos en Gabriel Gómez. Valderrama viel in die wedstrijd na 45 minuten in voor José Eugenio Hernández. Hij nam driemaal op rij deel aan de WK-eindronde (1990, 1994 en 1998). Hij vreesde de editie van 1994 te moeten missen vanwege knieproblemen nadat hij hard was geraakt door Anders Limpar in een oefenduel tegen Zweden (0-0) op 18 februari 1994 in Miami. Uiteindelijk bleek hij alsnog fit genoeg om in alle drie de groepsduels te starten voor zijn vaderland. Ondanks hoge verwachtingen vooraf kon Colombia voortijdig naar huis na nederlagen tegen Roemenië (1-3) en gastland Amerika (1-2). De afsluitende zege op Zwitserland (2-0) mocht niet meer baten. De Colombianen hadden plaatsing voor de volgende ronde niet meer in eigen hand; ze waren afhankelijk van de uitslag in Los Angeles, waar de Verenigde Staten en Roemenië tegen elkaar speelden. Colombia was alleen gebaat bij een forse zege van de WK-organisator, maar het waren de Oost-Europeanen die met 1-0 zegevierden door een treffer van verdediger Dan Petrescu. Ook bij zijn laatste toernooi, in 1998 in Frankrijk, wisten Valderrama en de zijnen niet de tweede ronde te bereiken. De ploeg uit Zuid-Amerika verloor van zowel Roemenië (0-1) als Engeland (0-2) en wist alleen van Tunesië (1-0) te winnen door een doelpunt van Leider Preciado. Na afloop van dat toernooi zwaaide Valderrama af als international. Hij speelde zijn laatste interland op 26 juni 1998 tegen Engeland.
| Interlands van Carlos Valderrama voor Colombia | Interlands van Carlos Valderrama voor Colombia | Interlands van Carlos Valderrama voor Colombia | Interlands van Carlos Valderrama voor Colombia | Interlands van Carlos Valderrama voor Colombia | Interlands van Carlos Valderrama voor Colombia |
| №                                              | Datum                                          | Wedstrijd                                      | Uitslag                                        | Competitie                                     | Goals                                          |
| Als speler van Deportivo Cali                  | Als speler van Deportivo Cali                  | Als speler van Deportivo Cali                  | Als speler van Deportivo Cali                  | Als speler van Deportivo Cali                  | Als speler van Deportivo Cali                  |
| ---------------------------------------------- | ---------------------------------------------- | ---------------------------------------------- | ---------------------------------------------- | ---------------------------------------------- | ---------------------------------------------- |
| 1                                              | 27 oktober 1985                                | Paraguay – Colombia                            | 3 – 0                                          | WK-kwalificatie                                |                                                |
| 2                                              | 3 november 1985                                | Colombia – Paraguay                            | 2 – 1                                          | WK-kwalificatie                                |                                                |
| 3                                              | 1 juli 1987                                    | Colombia – Bolivia                             | 2 – 0                                          | Copa América                                   | Goal                                           |
| 4                                              | 5 juli 1987                                    | Colombia – Paraguay                            | 3 – 0                                          | Copa América                                   |                                                |
| 5                                              | 8 juli 1987                                    | Chili – Colombia                               | 2 – 1                                          | Copa América                                   |                                                |
| 6                                              | 11 juli 1987                                   | Argentinië – Colombia                          | 1 – 2                                          | Copa América                                   |                                                |
| 7                                              | 30 maart 1988                                  | Colombia – Canada                              | 3 – 0                                          | Oefeninterland                                 | Goal                                           |
| 8                                              | 14 mei 1988                                    | Verenigde Staten – Colombia                    | 0 – 2                                          | Oefeninterland                                 |                                                |
| 9                                              | 17 mei 1988                                    | Schotland – Colombia                           | 0 – 0                                          | Oefeninterland                                 |                                                |
| 10                                             | 19 mei 1988                                    | Finland – Colombia                             | 1 – 3                                          | Oefeninterland                                 |                                                |
| 11                                             | 24 mei 1988                                    | Engeland – Colombia                            | 1 – 1                                          | Oefeninterland                                 |                                                |
| Als speler van Montpellier HSC                 |                                                |                                                |                                                |                                                |                                                |
| 12                                             | 9 maart 1989                                   | Colombia – Argentinië                          | 1 – 0                                          | Oefeninterland                                 |                                                |
| 13                                             | 24 juni 1989                                   | Verenigde Staten – Colombia                    | 0 – 1                                          | Oefeninterland                                 | Goal                                           |
| 14                                             | 27 juni 1989                                   | Colombia – Haïti                               | 4 – 0                                          | Oefeninterland                                 | Goal                                           |
| 15                                             | 3 juli 1989                                    | Venezuela – Colombia                           | 2 – 4                                          | Copa América                                   |                                                |
| 16                                             | 5 juli 1989                                    | Colombia – Paraguay                            | 0 – 1                                          | Copa América                                   |                                                |
| 17                                             | 7 juli 1989                                    | Brazilië – Colombia                            | 0 – 0                                          | Copa America                                   |                                                |
| 18                                             | 9 juli 1989                                    | Colombia – Peru                                | 1 – 1                                          | Copa América                                   |                                                |
| 19                                             | 6 augustus 1989                                | Uruguay – Colombia                             | 0 – 0                                          | Oefeninterland                                 |                                                |
| 20                                             | 20 augustus 1989                               | Colombia – Ecuador                             | 2 – 0                                          | WK-kwalificatie                                |                                                |
| 21                                             | 27 augustus 1989                               | Paraguay – Colombia                            | 2 – 1                                          | WK-kwalificatie                                |                                                |
| 22                                             | 3 september 1989                               | Ecuador – Colombia                             | 0 – 0                                          | WK-kwalificatie                                |                                                |
| 23                                             | 17 september 1989                              | Colombia – Paraguay                            | 2 – 1                                          | WK-kwalificatie                                |                                                |
| 24                                             | 15 oktober 1989                                | Colombia – Israël                              | 1 – 0                                          | WK-kwalificatie                                |                                                |
| 25                                             | 30 oktober 1989                                | Israël – Colombia                              | 0 – 0                                          | WK-kwalificatie                                |                                                |
| 26                                             | 2 juni 1990                                    | Hongarije – Colombia                           | 3 – 1                                          | Oefeninterland                                 |                                                |
| 27                                             | 9 juni 1990                                    | VA Emiraten – Colombia                         | 0 – 2                                          | WK-eindronde                                   | Goal                                           |
| 28                                             | 14 juni 1990                                   | Joegoslavië – Colombia                         | 1 – 0                                          | WK-eindronde                                   |                                                |
| 29                                             | 19 juni 1990                                   | West-Duitsland – Colombia                      | 1 – 1                                          | WK-eindronde                                   |                                                |
| 30                                             | 23 juni 1990                                   | Kameroen – Colombia                            | 2 – 1                                          | WK-eindronde                                   |                                                |
| 31                                             | 6 juni 1991                                    | Zweden – Colombia                              | 2 – 2                                          | Oefeninterland                                 |                                                |
| 32                                             | 25 juni 1991                                   | Costa Rica – Colombia                          | 0 – 1                                          | Oefeninterland                                 |                                                |
| 33                                             | 7 juli 1991                                    | Colombia – Ecuador                             | 1 – 0                                          | Copa América                                   |                                                |
| 34                                             | 11 juli 1991                                   | Colombia – Bolivia                             | 0 – 0                                          | Copa América                                   |                                                |
| 35                                             | 13 juli 1991                                   | Brazilië – Colombia                            | 0 – 2                                          | Copa América                                   |                                                |
| 36                                             | 15 juli 1991                                   | Uruguay – Colombia                             | 1 – 0                                          | Copa América                                   |                                                |
| 37                                             | 17 juli 1991                                   | Chili – Colombia                               | 1 – 1                                          | Copa América                                   |                                                |
| 38                                             | 19 juli 1991                                   | Brazilië – Colombia                            | 2 – 0                                          | Copa América                                   |                                                |
| 39                                             | 21 juli 1991                                   | Argentinië – Colombia                          | 2 – 1                                          | Copa América                                   |                                                |
| Als speler van Independiente Medellín          |                                                |                                                |                                                |                                                |                                                |
| 40                                             | 31 juli 1992                                   | Verenigde Staten – Colombia                    | 0 – 1                                          | Oefeninterland                                 |                                                |
| 41                                             | 2 augustus 1992                                | Mexico – Colombia                              | 0 – 0                                          | Oefeninterland                                 |                                                |
| Als speler van Atlético Junior                 |                                                |                                                |                                                |                                                |                                                |
| 42                                             | 24 februari 1993                               | Venezuela – Colombia                           | 0 – 0                                          | Oefeninterland                                 |                                                |
| 43                                             | 8 mei 1993                                     | Verenigde Staten – Colombia                    | 1 – 2                                          | Oefeninterland                                 |                                                |
| 44                                             | 21 mei 1993                                    | Colombia – Venezuela                           | 1 – 1                                          | Oefeninterland                                 |                                                |
| 45                                             | 6 juni 1993                                    | Colombia – Chili                               | 1 – 0                                          | Oefeninterland                                 |                                                |
| 46                                             | 16 juni 1993                                   | Colombia – Mexico                              | 2 – 1                                          | Copa América                                   |                                                |
| 47                                             | 20 juni 1993                                   | Colombia – Bolivia                             | 1 – 1                                          | Copa América                                   |                                                |
| 48                                             | 23 juni 1993                                   | Argentinië – Colombia                          | 1 – 1                                          | Copa América                                   |                                                |
| 49                                             | 26 juni 1993                                   | Colombia – Uruguay                             | 1 – 1                                          | Copa América                                   |                                                |
| 50                                             | 1 juli 1993                                    | Argentinië – Colombia                          | 0 – 0                                          | Copa América                                   |                                                |
| 51                                             | 3 juli 1993                                    | Ecuador – Colombia                             | 0 – 1                                          | Copa América                                   |                                                |
| 52                                             | 2 augustus 1993                                | Colombia – Paraguay                            | 0 – 0                                          | WK-kwalificatie                                |                                                |
| 53                                             | 8 augustus 1993                                | Peru – Colombia                                | 0 – 1                                          | WK-kwalificatie                                |                                                |
| 54                                             | 15 augustus 1993                               | Colombia – Argentinië                          | 2 – 1                                          | WK-kwalificatie                                |                                                |
| 55                                             | 22 augustus 1993                               | Paraguay – Colombia                            | 1 – 1                                          | WK-kwalificatie                                |                                                |
| 56                                             | 29 augustus 1993                               | Colombia – Peru                                | 4 – 0                                          | WK-kwalificatie                                |                                                |
| 57                                             | 5 september 1993                               | Argentinië – Colombia                          | 0 – 5                                          | WK-kwalificatie                                |                                                |
| 58                                             | 29 januari 1994                                | Venezuela – Colombia                           | 1 – 2                                          | Oefeninterland                                 |                                                |
| 59                                             | 6 februari 1994                                | Saoedi-Arabië – Colombia                       | 1 – 1                                          | Oefeninterland                                 |                                                |
| 60                                             | 9 februari 1994                                | Saoedi-Arabië – Colombia                       | 0 – 1                                          | Oefeninterland                                 |                                                |
| 61                                             | 18 februari 1994                               | Zweden – Colombia                              | 0 – 0                                          | Oefeninterland                                 |                                                |
| 62                                             | 3 mei 1994                                     | Colombia – Peru                                | 1 – 0                                          | Oefeninterland                                 |                                                |
| 63                                             | 5 mei 1994                                     | Colombia – El Salvador                         | 3 – 0                                          | Oefeninterland                                 |                                                |
| 64                                             | 3 juni 1994                                    | Colombia – Noord-Ierland                       | 2 – 0                                          | Oefeninterland                                 |                                                |
| 65                                             | 5 juni 1994                                    | Colombia – Griekenland                         | 2 – 0                                          | Oefeninterland                                 |                                                |
| 66                                             | 18 juni 1994                                   | Colombia – Roemenië                            | 1 – 3                                          | WK-eindronde                                   |                                                |
| 67                                             | 22 juni 1994                                   | Verenigde Staten – Colombia                    | 2 – 1                                          | WK-eindronde                                   |                                                |
| 68                                             | 26 juni 1994                                   | Zwitserland – Colombia                         | 0 – 2                                          | WK-eindronde                                   |                                                |
| 69                                             | 17 juni 1995                                   | Colombia – Nigeria                             | 1 – 0                                          | Oefeninterland                                 |                                                |
| 70                                             | 21 juni 1995                                   | Colombia – Mexico                              | 0 – 0                                          | Oefeninterland                                 |                                                |
| 71                                             | 25 juni 1995                                   | Verenigde Staten – Colombia                    | 0 – 0                                          | Oefeninterland                                 |                                                |
| 72                                             | 7 juli 1995                                    | Colombia – Peru                                | 1 – 1                                          | Copa América                                   |                                                |
| 73                                             | 10 juli 1995                                   | Colombia – Ecuador                             | 1 – 0                                          | Copa América                                   |                                                |
| 74                                             | 13 juli 1995                                   | Brazilië – Colombia                            | 3 – 0                                          | Copa América                                   |                                                |
| 75                                             | 16 juli 1995                                   | Colombia – Paraguay                            | 1 – 1                                          | Copa América                                   |                                                |
| 76                                             | 19 juli 1995                                   | Uruguay – Colombia                             | 2 – 0                                          | Copa América                                   |                                                |
| 77                                             | 22 juli 1995                                   | Colombia – Verenigde Staten                    | 4 – 1                                          | Copa América                                   | Goal                                           |
| 78                                             | 6 september 1995                               | Engeland – Colombia                            | 0 – 0                                          | Oefeninterland                                 |                                                |
| 79                                             | 11 oktober 1995                                | Argentinië – Colombia                          | 0 – 0                                          | Oefeninterland                                 |                                                |
| 80                                             | 26 oktober 1995                                | China – Colombia                               | 2 – 1                                          | Oefeninterland                                 |                                                |
| 81                                             | 30 november 1995                               | Mexico – Colombia                              | 2 – 2                                          | Oefeninterland                                 |                                                |
| Als speler van Tampa Bay Mutiny                |                                                |                                                |                                                |                                                |                                                |
| 82                                             | 6 maart 1996                                   | Colombia – Honduras                            | 2 – 1                                          | Oefeninterland                                 |                                                |
| 83                                             | 28 maart 1996                                  | Colombia – Bolivia                             | 4 – 1                                          | Oefeninterland                                 |                                                |
| 84                                             | 24 april 1996                                  | Colombia – Paraguay                            | 1 – 0                                          | WK-kwalificatie                                |                                                |
| 85                                             | 29 mei 1996                                    | Colombia – Schotland                           | 1 – 0                                          | Oefeninterland                                 |                                                |
| 86                                             | 2 juni 1996                                    | Peru – Colombia                                | 1 – 1                                          | WK-kwalificatie                                |                                                |
| 87                                             | 7 juli 1996                                    | Colombia – Uruguay                             | 3 – 1                                          | WK-kwalificatie                                | Goal                                           |
| 88                                             | 1 september 1996                               | Colombia – Chili                               | 4 – 1                                          | WK-kwalificatie                                |                                                |
| 89                                             | 9 oktober 1996                                 | Ecuador – Colombia                             | 0 – 1                                          | WK-kwalificatie                                |                                                |
| 90                                             | 1 november 1996                                | Colombia – Honduras                            | 2 – 1                                          | Oefeninterland                                 |                                                |
| 91                                             | 10 november 1996                               | Bolivia – Colombia                             | 2 – 2                                          | WK-kwalificatie                                |                                                |
| 92                                             | 15 december 1996                               | Venezuela – Colombia                           | 0 – 2                                          | WK-kwalificatie                                |                                                |
| 93                                             | 8 februari 1997                                | Colombia – Slowakije                           | 1 – 0                                          | Oefeninterland                                 |                                                |
| 94                                             | 12 februari 1997                               | Colombia – Argentinië                          | 0 – 1                                          | WK-kwalificatie                                |                                                |
| 95                                             | 2 april 1997                                   | Paraguay – Colombia                            | 2 – 0                                          | WK-kwalificatie                                |                                                |
| 96                                             | 30 april 1997                                  | Colombia – Peru                                | 0 – 1                                          | WK-kwalificatie                                |                                                |
| 97                                             | 8 juni 1997                                    | Uruguay – Colombia                             | 1 – 1                                          | WK-kwalificatie                                |                                                |
| 98                                             | 5 juli 1997                                    | Chili – Colombia                               | 4 – 1                                          | WK-kwalificatie                                |                                                |
| 99                                             | 20 juli 1997                                   | Colombia – Ecuador                             | 1 – 0                                          | WK-kwalificatie                                |                                                |
| 100                                            | 6 augustus 1997                                | Jamaica – Colombia                             | 1 – 0                                          | Oefeninterland                                 |                                                |
| 101                                            | 20 augustus 1997                               | Colombia – Bolivia                             | 3 – 0                                          | WK-kwalificatie                                | Goal                                           |
| 102                                            | 10 september 1997                              | Colombia – Venezuela                           | 1 – 0                                          | WK-kwalificatie                                |                                                |
| 103                                            | 16 november 1997                               | Argentinië – Colombia                          | 1 – 1                                          | WK-kwalificatie                                | Goal                                           |
| Als speler van Miami Fusion FC                 |                                                |                                                |                                                |                                                |                                                |
| 104                                            | 25 maart 1998                                  | Colombia – Joegoslavië                         | 0 – 0                                          | Oefeninterland                                 |                                                |
| 105                                            | 29 maart 1998                                  | Colombia – Paraguay                            | 1 – 1                                          | Oefeninterland                                 |                                                |
| 106                                            | 23 mei 1998                                    | Schotland – Colombia                           | 2 – 2                                          | Oefeninterland                                 | Goal                                           |
| 107                                            | 30 mei 1998                                    | Duitsland – Colombia                           | 3 – 1                                          | Oefeninterland                                 | Goal                                           |
| 108                                            | 3 juni 1998                                    | België – Colombia                              | 2 – 0                                          | Oefeninterland                                 |                                                |
| 109                                            | 15 juni 1998                                   | Roemenië – Colombia                            | 1 – 0                                          | WK-eindronde                                   |                                                |
| 110                                            | 22 juni 1998                                   | Colombia – Tunesië                             | 1 – 0                                          | WK-eindronde                                   |                                                |
| 111                                            | 26 juni 1998                                   | Colombia – Engeland                            | 0 – 2                                          | WK-eindronde                                   |                                                |

## Clubstatistieken
| Seizoen   | Club                   | Wedstrijden | Doelpunten | Competitie          |
| --------- | ---------------------- | ----------- | ---------- | ------------------- |
| 1981–1984 | Unión Magdalena        | 94          | 5          | Copa Mustang        |
| 1984–1985 | Millonarios            | 33          | 0          | Copa Mustang        |
| 1985–1988 | Deportivo Cali         | 131         | 22         | Copa Mustang        |
| 1988–1991 | Montpellier HSC        | 77          | 4          | Ligue 1             |
| 1991–1992 | Real Valladolid        | 17          | 1          | Segunda División    |
| 1992–1993 | Independiente Medellín | 10          | 1          | Copa Mustang        |
| 1993–1996 | Atlético Junior        | 82          | 5          | Copa Mustang        |
| 1996–1998 | Tampa Bay Mutiny       | 43          | 7          | Major League Soccer |
| 1998–1999 | Miami Fusion FC        | 22          | 3          | Major League Soccer |
| 1999–2001 | Tampa Bay Mutiny       | 71          | 5          | Major League Soccer |
| 2001–2003 | Colorado Rapids        | 39          | 1          | Major League Soccer |

## Erelijst
- Winnaar Franse beker: 1990 (Montpellier)
- Landskampioen Colombia: 1993 en 1995 (Atlético Junior)
- Zuid-Amerikaans voetballer van het jaar: 1987 en 1993
- MLS Speler van het jaar: 1996

## Trivia
- Carlos Valderrama staat op de cover van het computerspel "ISS PRO '98".
- Er staat een standbeeld van Valderrama bij het Eduardo Santos stadion in de Colombiaanse stad Santa Marta.